# Стрибок дохлої кішки
Стрибок дохлої кішки (сленг, англійська фінансова метафора: dead cat bounce) — нестійка ситуація на фондовому ринку, коли за суттєвим обвалом котирувань наступає незначне й короткотривале зростання, спричинене купівлею «коротких» позицій, пожвавленням розпродажу, інколи оптимістичною новиною, що може бути помилково сприйнята учасниками ринку за зміну тенденції до зниження. За таким стрибком звичайно настає падіння, яке перевищує попередній рівень.
Вираз походить од жартівливого виразу брокерів з Уолл-стріт, що навіть дохла кішка підстрибне, якщо її кинути з великої висоти («even a dead cat will bounce if it falls from a great height»). Уперше його вжив журналіст Крістофер Шервелл у «Файненшіал Таймс» з приводу ситуації на фондовому ринку Малайзії 1985 року.